# Matidia trinotata
Matidia trinotata là một loài nhện trong họ Clubionidae.
Loài này thuộc chi Matidia. Matidia trinotata được Tord Tamerlan Teodor Thorell miêu tả năm 1890.